# Clinton Hart Merriam
Clinton Hart Merriam, född 5 december 1855 i New York, död 19 mars 1942 i Berkeley i Kalifornien, var en amerikansk zoolog och etnograf.
Merriams far, Clinton Levi Merriam, var politiker i den amerikanska kongressen. Han var också äldre bror till ornitologen Florence Augusta Merriam Bailey. Clinton Hart studerade mellan 1874 och 1877 biologi och anatomi vid Yale University och blev 1879 doktor vid School of Physicians and Surgeons av Columbia University. Sedan var han fram till 1885 läkare i Upstate New York.
1886 blev Merriam den första direktören av Division of Economic Ornithology and Mammalogy som tillhörde USA:s jordbruksdepartement. Myndigheten delades senare upp, bland annat i United States Fish and Wildlife Service och National Wildlife Research Center. Funktionen utövade Merriam fram till 1910. 1888 var Merriam en av grundarna av National Geographic Society. 1899 utförde han tillsammans med finansmannen Edward Henry Harriman en expedition till Alaska.
Efter 1910 studerade Merriam Nordamerikas ursprungsbefolkning men nådde bara mindre framgång.
Han publicerade mer än 500 vetenskapliga verk och beskrev cirka 600 djurarter, främst däggdjur och fåglar.